# Monte Pelvo
Il Monte Pelvo (2.773 m s.l.m.) è una montagna delle Alpi del Monginevro nelle Alpi Cozie. 
Si trova lungo lo spartiacque tra la Val di Susa e la Val Chisone a sud-est del Colle delle Finestre.

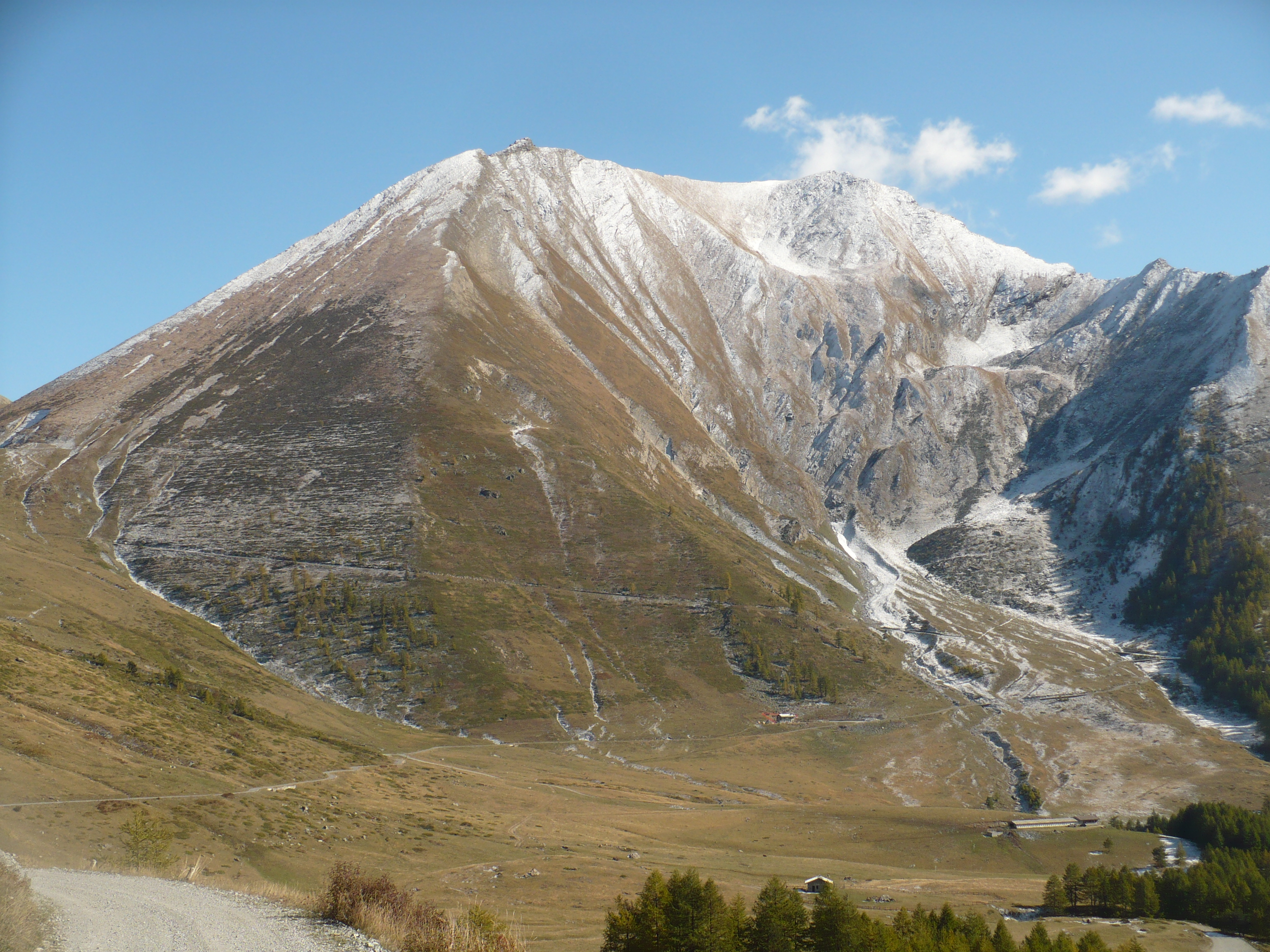
Il Pelvo visto dal Pian dell'Alpe. A sinistra il Monte Français Pelouxe

Sul suo punto culminante convergono i territori di Usseaux, Fenestrelle e Meana di Susa, tutti in Provincia di Torino. Ricade all'interno del Parco naturale Orsiera - Rocciavrè.

## Toponimo
Il termine Pelvo è un toponimo piuttosto diffuso nelle Alpi Occidentali e deriverebbe da una voce celtica indicante una scoscesa montagna rocciosa.

## Descrizione
La montagna è costituita da tre creste che convergono sul punto culminante.
Quella nord-ovest, poco inclinata, la collega con il vicino Monte Français Pelouxe mentre la cresta sud-ovest scende invece verso la Val Chisone e su di essa sorge il Forte Serre Marie (1894 m). La cresta est è caratterizzata da una serie di risalti e si spinge verso l'Orsiera.

I tre versanti compresi tra queste creste sono tutti molto ripidi. Mentre il versante occidentale è prevalentemente detritico quello settentrionale è caratterizzato da rocce rotte e instabili. Il versante meridionale, rivolto verso la Val Chisone, è invece caratteristico per una serie di costoloni rocciosi che interrompono nella sua parte più a monte la continuità di un ripidissimo scivolo erboso.

Sulla vetta si trova una croce metallica.

## Ascensione alla vetta

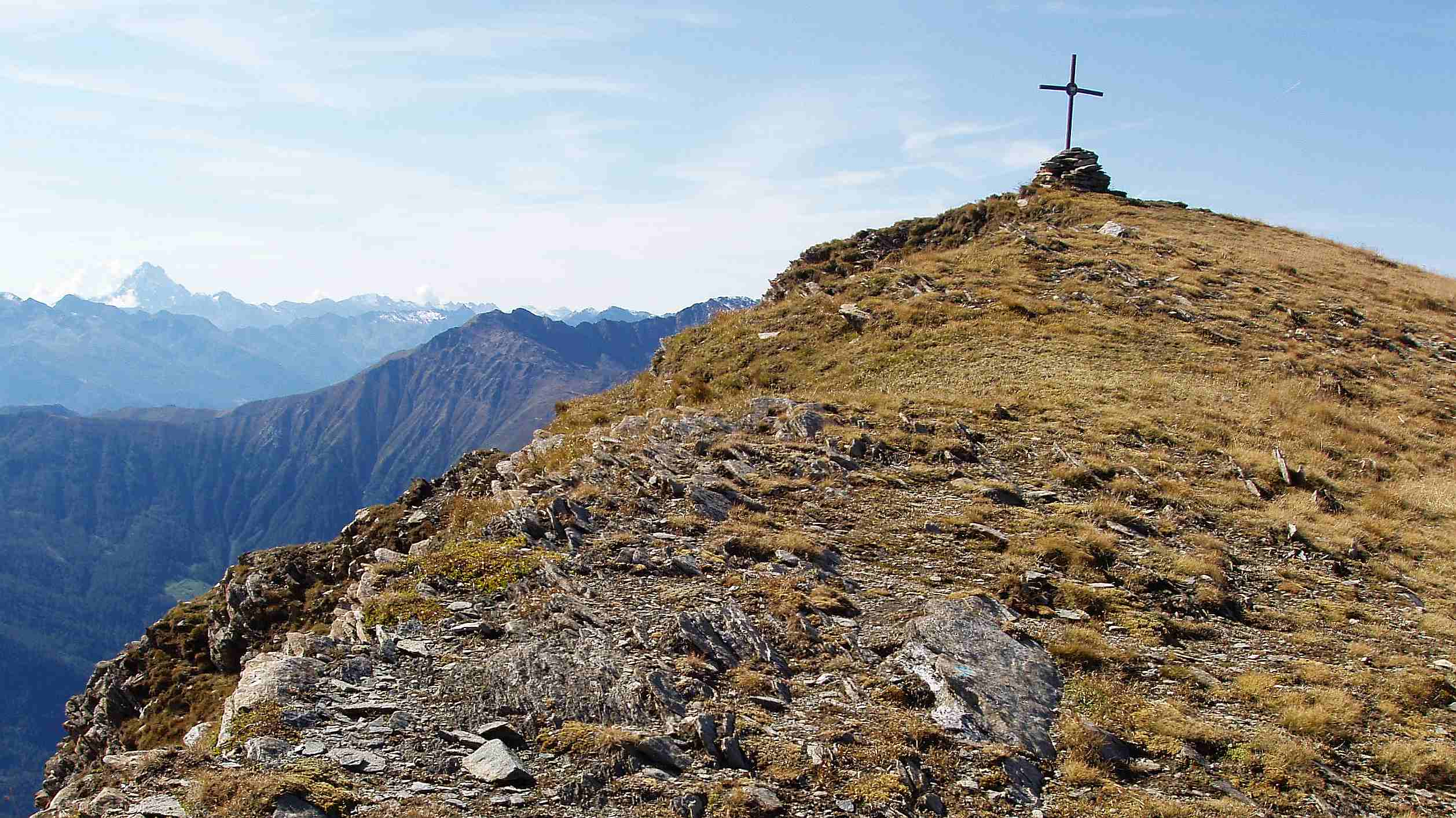
La croce di vetta; sullo sfondo a sinistra il Monviso

La via di salita normale si svolge su tracce di sentiero che percorrono la cresta est a partire da un colletto, a sua volta raggiungibile senza difficoltà alpinistiche dalla Val Chisone (Forte di Serre Marie) o dalla Valle di Susa.
Anche le creste nord-ovest e sud-ovest sono percorribili, sia pure con la dovuta cautela.
Nel dettaglio: lasciata l'automobile nell'ampio spiazzo poco oltre il forte Serre Marie, si percorrono una decina di passi verso valle e si incontra una palina che indica il sentiero. Si attacca un ripido pendio erboso con alcuni brevi tornanti e si giunge velocemente nei pressi di un secondo forte, più piccolo e dalla caratteristica forma di cubo; si continua a salire in mezzo all'erba che talvolta ingombra quasi totalmente il sentiero (la via non è molto frequentata, ma il sentiero è ben visibile nella prima parte e nella seconda ben segnato con tacche bianche e rosse). Si supera un breve balzo caratterizzato da roccette rotte e si prosegue in salita fino ad incontrare un falso piano, che si percorre integralmente. 
A questo punto si attacca il ripido pendio erboso che funge da base della cresta sud-ovest tagliando verso sinistra (qui il sentiero è sconsigliabile subito dopo un temporale o dopo piogge insistenti, dal momento che il fango rende difficoltoso il procedere). Con alcune rampe piuttosto ripide si raggiungono le bastionate rocciose del Monte Pelvo, solcate da caratteristici canali erbosi, che ad inizio stagione (maggio) possono essere ancora pericolosi in quanto innevati. Si prosegue salendo a mezza costa, sempre su traccia ben segnata passando sotto irti torrioni, fino a piegare nettamente verso sinistra ed a raggiungere un colletto erboso. Qui il sentiero piega verso sinistra e, con relativa facilità, si superano alcune rampe rocciose molto sdrucciolevoli ed in breve si raggiunge la cresta est. Da qui si prosegue per alcuni metri senza difficoltà fino a raggiungere la croce di vetta.